# Саариярви, Вили
Вили Саариярви (фин. Vili Saarijärvi; род. 15 мая 1997, Рованиеми) — финский хоккеист, защитник швейцарского клуба «Лангнау Тайгерс» (с 2022 года). Игрок сборной Финляндии по хоккею с шайбой.

## Клубная карьера
30 июня 2015 года Саариярви был выбран под общим 9-м номером командой «Флинт Файрбёрдз» на драфте CHL. 12 августа 2015 года был подписан контракт на сезон 2015/2016 годов.
3 июля 2015 года клуб НХЛ «Детройт Ред Уингз» подписал с Саариярви трёхлетний контракт начального уровня. В 2017/2018 году финский защитник провёл свой первый полноценный профессиональный сезон в Северной Америке, выступал за «Толедо Уоллей» из ECHL и «Гранд-Рапидс Гриффинс» из АХЛ. Дебютировал в АХЛ в составе «Грифинс» 28 октября 2017 года и записал на свой счёт первое очко в АХЛ, отдав результативную передачу. 20 октября 2019 года забил свой первый гол в АХЛ в матче против «Чикаго Вулвз».
30 ноября 2019 года Саариярви был обменян в «Аризона Койотис» на Эрика Комри. 2 декабря 2019 года был переведён в АХЛ, в «Тусон Роудраннерс». Завершил сезон с шестью результативными передачами в 25 играх.
15 мая 2020 года Саариярви подписал контракт с «Лукко» из финской Лиги.
28 февраля 2023 года «Койотис» обменяли права на Саариярви в «Чикаго Блэкхокс» в рамках сделки с участием трёх команд. С 2022 года выступает в швейцарской лиге в «Лангнау Тайгерс».

## Карьера в сборной
Вили сыграл за Финляндию и на чемпионате мира по хоккею с шайбой среди молодёжных команд в 2016 году, стал чемпионом мира. В его активе семь игр и 4 результативные передачи.
В 2024 году приглашён в состав национальной сборной Финляндии для участия в чемпионате мира, который состоялся в Чехии. Финны выбыли в 1/4 финала, проиграв в овертайме команде Швеции. В 2025 году вновь был включён в состав сборной на чемпионате мира в Швеции и Дании.